# Distrikt San Juan (Sihuas)
Der Distrikt San Juan liegt in der Provinz Sihuas in der Region Ancash in West-Peru. Der Distrikt wurde am 14. März 1964 gegründet. Er besitzt eine Fläche von 211 km². Beim Zensus 2017 wurden 6722 Einwohner gezählt. Im Jahr 1993 lag die Einwohnerzahl bei 6351, im Jahr 2007 bei 6363. Die Distriktverwaltung befindet sich in der 2725 m hoch gelegenen Ortschaft Chullín mit 172 Einwohnern (Stand 2017). Chullín liegt 11,5 km südsüdöstlich der Provinzhauptstadt Sihuas.

## Geographische Lage
Der Distrikt San Juan liegt im Südwesten der Provinz Sihuas. Die südwestliche und westliche Distriktgrenze verläuft entlang der kontinentalen Wasserscheide. Das Areal wird über den Río Rupac nach Osten entwässert.
Der Distrikt San Juan grenzt im Südwesten an den Distrikt Yuracmarca (Provinz Huaylas), im Westen an den Distrikt Cusca (Provinz Corongo), im Norden an den Distrikt Cashapampa, im Nordosten an die Distrikte Sihuas und Huayllabamba, im Osten an den Distrikt Sicsibamba sowie im Südosten an den Distrikt Pomabamba (Provinz Pomabamba).

## Ortschaften
Im Distrikt gibt es neben dem Hauptort folgende größere Ortschaften (centros poblados):
- Andaymayo (216 Einwohner)
- Chinchobamba (480 Einwohner)
- Colpapampa (239 Einwohner)
- Huachina (276 Einwohner)